# Gare de Piéton
La gare de Piéton est une gare ferroviaire belge de la ligne 112, de Marchienne-au-Pont à La Louvière-Centre, située à Piéton section de la commune de Chapelle-lez-Herlaimont dans la province de Hainaut en région wallonne.
Elle est mise en service en 1865. C'est une halte voyageurs de la Société nationale des chemins de fer belges (SNCB) desservie par des trains Suburbains (S62).

## Situation ferroviaire
Établie à 170 m d'altitude, la gare de Piéton est située au point kilométrique (PK) 8,800 de la ligne 112, de Marchienne-au-Pont à La Louvière-Centre, entre les gares ouvertes de Forchies et de Carnières.
C'était autrefois une importante gare de bifurcation, dont subsiste seulement l'embranchement de la ligne 113, de Bascoup à Piéton, section de l'ancienne ligne de Manage à Piéton qui n'a plus qu'un trafic de trains du service de la voie. Elle était également l'origine de la ligne 110, de Piéton à Bienne-Lez-Happart et de la ligne 121 de Piéton à Lambussart, toutes deux hors service.

## Histoire

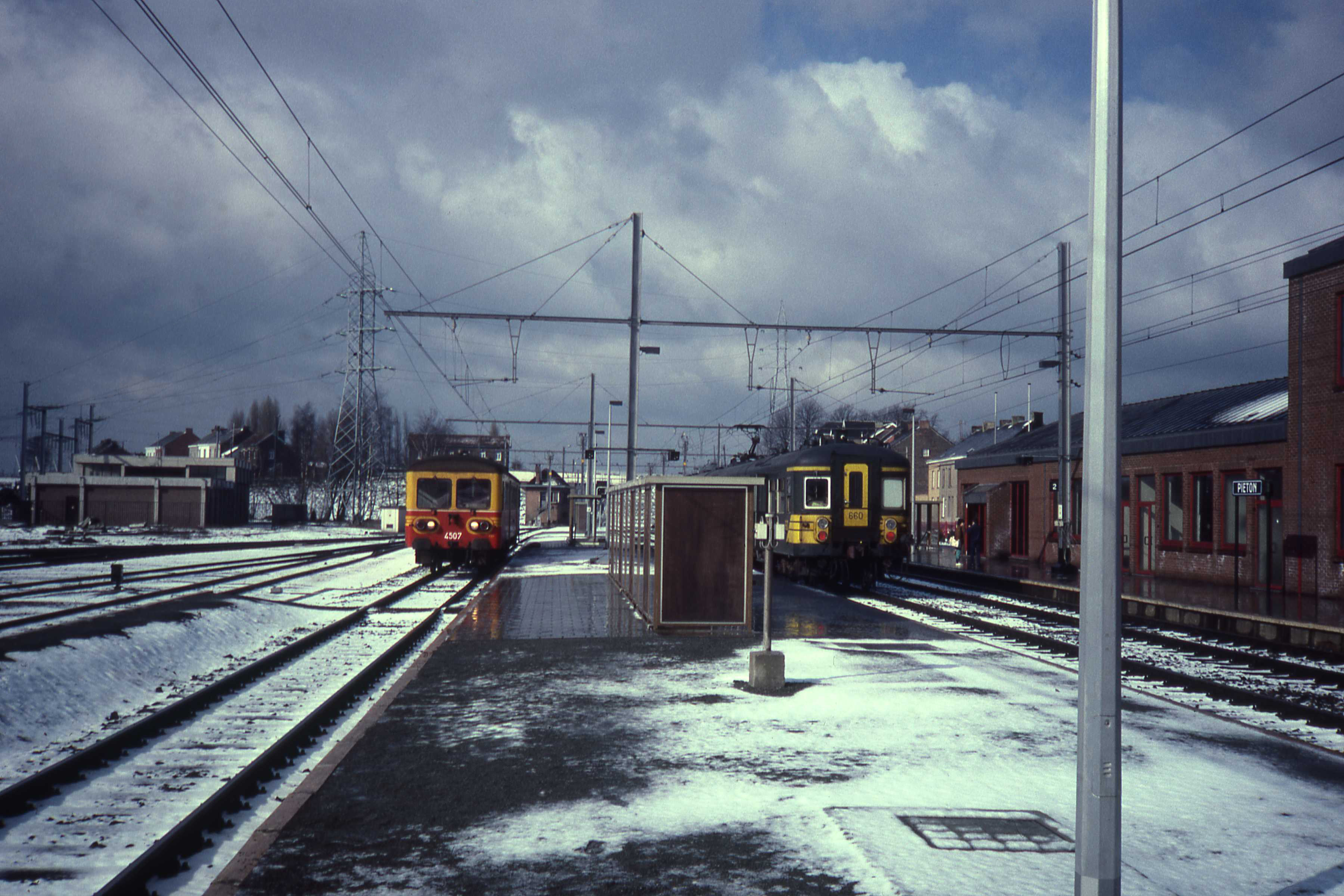
Correspondance à Piéton vers Courcelles.

La station de Piéton est mise en service le 7 janvier 1865 par la Compagnie du chemin de fer du Centre, lors de l'ouverture à l'exploitation de Haine-Saint-Pierre à Marchienne-au-Pont.
Elle devient une gare de bifurcation avec la mise en service de la ligne de Manage à Piéton le 5 octobre 1865, par la compagnie de Manage à Piéton lorsqu'elle ouvre à l'exploitation la section de Bascoup à Piéton
L'administration des chemins de fer de l'État belge met en service : le 1er janvier 1869, La section de Piéton à Trazegnies de la future ligne de Piéton à Lambusart et le 20 mars 1876, la section de Piéton à Buvrinnes de sa ligne de Piéton à Bienne-Lez-Happart qu'elle ouvre dans sa totalité le 1er décembre 1877.
Ces lignes rayonnant autour de Piéton ont progressivement fermé aux voyageurs et aux marchandises[Quand ?] à l'exception de la ligne 112, et d'une courte section de la ligne 113 reliant Piéton à l'Atelier de Bascoup où TUC Rail fabrique des appareils de voie et de signalisation pour Infrabel.
Le réaménagement de la gare afin de tenir compte du rôle de bifurcation de la gare comprend la construction d'un nouveau bâtiment des recettes, construit vers 1876-1877,. Se démarquant quelque peu de l'architecture des bâtiments de gares standard des années précédentes, ce bâtiment au style fonctionnel possédait un corps de logis à étage de quatre travées et une aile de six travées, avec une toiture à deux pans de faible pente. L'ancien se trouvait au niveau de la cour à marchandises laquelle sera pavée après la démolition de ce bâtiment. Le bâtiment d'origine n'a pas été démoli mais a servi à la construction d'une nouvelle gare à Faurœulx en 1880,, où il se trouve toujours, reconverti en maison.
Au début des années 1980, le bâtiment de la gare de Pieton avait perdu son corps de logis. L'aile basse contenant la salle d'attente ainsi qu'une annexe de style différent servaient de gare ; un nouveau bâtiment les remplace en 1983.
Depuis le 28 juin 2013, la gare est devenue un point d'arrêt et le guichet est définitivement fermé.

## Service des voyageurs

### Accueil
Halte SNCB, c'est un point d'arrêt non géré (PANG) à accès libre. Elle dispose d'un automate pour l'achat de titres de transport.
Un souterrain permet la traversée des voies et le passage d'un quai à l'autre.

### Desserte
Piéton est desservie par des trains Suburbains (S) de la SNCB (ligne S62 du réseau suburbain de Charleroi) voir brochure de la ligne 118 Mons - Charleroi.
La desserte comprend en semaine des trains S62 reliant Luttre à Charleroi-Central via La Louvière toutes les heures renforcés par :
- un train Omnibus (L) entre Mons et Charleroi-Central, le matin ;
- un train S62 supplémentaire entre La Louvière-Sud et Charleroi-Central, le matin.

Les week-ends et jours fériés, il existe un train S62 toutes les deux heures entre La Louvière-Centre et Charleroi-Central.

### Intermodalité
Un parc pour les vélos et un parking pour les véhicules y sont aménagés. Un arrêt de bus dessert la gare.

## Comptage voyageurs
Le graphique et le tableau montrent le nombre de passagers qui en moyenne embarquent durant la semaine, le samedi et le dimanche.
| Nombre de voyageurs qui embarquent à la gare de Piéton | Nombre de voyageurs qui embarquent à la gare de Piéton | Nombre de voyageurs qui embarquent à la gare de Piéton | Nombre de voyageurs qui embarquent à la gare de Piéton |
|                                                        | Semaine                                                | Samedi                                                 | Dimanche                                               |
| ------------------------------------------------------ | ------------------------------------------------------ | ------------------------------------------------------ | ------------------------------------------------------ |
| 1977                                                   | 570                                                    | 100                                                    | 42                                                     |
| 1978                                                   | 434                                                    | 97                                                     | 69                                                     |
| 1979                                                   | 508                                                    | 91                                                     | 86                                                     |
| 1980                                                   | 403                                                    | 63                                                     | 40                                                     |
| 1981                                                   | 316                                                    | 55                                                     | 41                                                     |
| 1982                                                   | 294                                                    | 62                                                     | 37                                                     |
| 1983                                                   | 384                                                    | 121                                                    | 121                                                    |
| 1984                                                   | 331                                                    | 39                                                     | 50                                                     |
| 1985                                                   | 259                                                    | 54                                                     | 58                                                     |
| 1986                                                   | 227                                                    | 54                                                     | 48                                                     |
| 1987                                                   | 257                                                    | 127                                                    | 67                                                     |
| 1988                                                   | 210                                                    | 74                                                     | 50                                                     |
| 1989                                                   | 265                                                    | 57                                                     | 38                                                     |
| 1990                                                   | 188                                                    | 62                                                     | 38                                                     |
| 1991                                                   | 226                                                    | 56                                                     | 35                                                     |
| 1992                                                   | 217                                                    | 53                                                     | 43                                                     |
| 1993                                                   | 191                                                    | 41                                                     | 31                                                     |
| 1994                                                   | 207                                                    | 30                                                     | 32                                                     |
| 1995                                                   | 157                                                    | 19                                                     | 23                                                     |
| 1996                                                   | 173                                                    | 56                                                     | 24                                                     |
| 1997                                                   | 201                                                    | 33                                                     | 25                                                     |
| 1998                                                   | 166                                                    | 42                                                     | 24                                                     |
| 1999                                                   | 137                                                    | 38                                                     | 28                                                     |
| 2000                                                   | 150                                                    | 30                                                     | 26                                                     |
| 2001                                                   | 143                                                    | 30                                                     | 16                                                     |
| 2002                                                   | 141                                                    | 32                                                     | 24                                                     |
| 2003                                                   | 130                                                    | 32                                                     | 28                                                     |
| 2004                                                   | 164                                                    | 26                                                     | 26                                                     |
| 2005                                                   | 164                                                    | 26                                                     | 20                                                     |
| 2006                                                   | 182                                                    | 28                                                     | 26                                                     |
| 2007                                                   | 136                                                    | 29                                                     | 18                                                     |
| 2008                                                   | -                                                      | -                                                      | -                                                      |
| 2009                                                   | 153                                                    | 23                                                     | 24                                                     |
| 2010                                                   | -                                                      | -                                                      | -                                                      |
| 2011                                                   | -                                                      | -                                                      | -                                                      |
| 2012                                                   | 169                                                    | 28                                                     | 19                                                     |
| 2013                                                   | 169                                                    | 29                                                     | 22                                                     |
| 2014                                                   | 173                                                    | 27                                                     | 20                                                     |
| 2015                                                   | 154                                                    | 23                                                     | 20                                                     |
| 2016                                                   | 133                                                    | 20                                                     | 24                                                     |
| 2017                                                   | 125                                                    | 10                                                     | 15                                                     |
| 2018                                                   | 130                                                    | 28                                                     | 9                                                      |
| 2019                                                   | 130                                                    | 33                                                     | 14                                                     |
| 2020                                                   | 85                                                     | 24                                                     | 9                                                      |
| 2021                                                   | -                                                      | -                                                      | -                                                      |
| 2022                                                   | 183                                                    | 29                                                     | 21                                                     |
| 2023                                                   | 138                                                    | 42                                                     | 51                                                     |
| 2024                                                   | 151                                                    | 56                                                     | 45                                                     |

## Service des marchandises
La gare de Piéton est ouverte au service des marchandises.

## Patrimoine ferroviaire
Le bâtiment des recettes érigé en 1865 par la Compagnie du Centre a été remplacé par une construction plus vaste vers 1877 et remonté à Faurœulx en 1880 afin de servir de gare. Les photographies de Faurœulx montrent une construction de trois travées, présentant des ressemblances avec celles des gares de Morlanwelz et Monsville, avec un fronton transversal sous bâtière dont la hauteur dépasse celle de la toiture à croupes du corps de logis. Une aile de deux travées se trouve sur sa droite (vue depuis les voies).
En remplacement, l’État belge construit un bâtiment de style fonctionnel dont la disposition est la suivante :
- une aile basse de 6 travées sous bâtière à faible pente ;
- un corps de logis à étage de 4 travées, au toit identique ;
- une courte aile de service à toit plat.

La façade de brique était sans aucun ornement en relief à l'exception d'une discrète frise. Il était flanqué d'un grand bâtiment de service en briques aux caractéristiques différents (toiture, pilastres de façade, etc.).
Ce bâtiment encore au complet en 1959, a été détruit en deux phases :
- la partie haute et l'aile à toit plat ont disparu en premier[14] ;
- l'aile basse et le bâtiment de service ont disparu vers 1983.

La SNCB a créé un nouveau bâtiment vers 1983, en forme de L autour d'une place de stationnement, il possède une partie haute, deux ailes basses ; la façade est en briques rouges, le toit en croupe à faible pente est en zinc et les grandes fenêtres en PVC.
Ce second bâtiment est vacant depuis 2013.